# ГРАС ДСК
ГРАС ДСК — крупная российская группа компаний, занимающаяся девелопментом и производством автоклавного газобетона. Штаб-квартира компании расположена в Москве, деятельность также ведётся в ряде регионов Российской Федерации. Компания владеет двумя заводами по производству газобетона — в Саратовской области и Ставропольском крае.

## История
- 2005 — Образована Межрегиональная Финансовая Компания «ГРАС».
- 2007 — Заложен первый камень завода ДСК «ГРАС-Калуга», Калужская область, Малоярославецкий район.
- 2008 — Заложен первый камень завода ДСК «ГРАС-Саратов»[3][9][10][11], Саратовская область, д. Александровка. Разрабатывается песчаное месторождение «Александровка 3».
- 2009 — Запущено производство на заводе ДСК «ГРАС-Калуга». Идёт строительство завода по производству автоклавного ячеистого бетона мощностью 450 тыс. куб. м. в год в Саратовской области[12]. Саратовским областным министерством инвестиционной политики проект строительства завода назван стратегическим для области[13][14].
- 2010 — Запущено производство на заводе ДСК «ГРАС-Саратов»[15][16][17]. Заложен первый камень завода в Светлограде[6].
- 2013 — В Светлограде завершено строительство завода автоклавного газобетона[8][18]. Завод введён в эксплуатацию[19][20]. Завод в Саратове стал победителем 5-го профессионального конкурса «Зодчество XXI век — Саратов 2013» среди организаций архитектурно-строительного комплекса Саратовской области[21].
- 2013 — Заводы в Калуге и Саратове стали дипломантами федеральной части конкурса «100 лучших товаров России» в номинации «Продукция производственно-технического назначения»[22].
- 2016 — Завод в Калуге перешёл в собственность ОАО «Бонолит-Строительные решения».

## Деятельность
Компания ГРАС по состоянию на 2016 год владеет двумя действующими заводами по производству автоклавного газобетона совокупной мощностью 1350 тыс. м³ в год, а также песчаными месторождениями, обеспечивающими производство основным сырьевым компонентом.

## Заводы

### ГРАС-Саратов
Предприятие по производству газобетона ООО ДСК «ГРАС-Саратов» находится в посёлке Александровка Саратовского района. Оно оснащено нидерландским оборудованием фирмы HESS AAC Systems B.V. Здесь ежегодно выпускается около 450 тыс. кубометров газобетона в год. Предприятие снабжается сырьём с собственных песчаных месторождений.

### ГРАС-Светлоград
Газобетонный завод ДСК «ГРАС-Светлоград» расположен в городе Светлоград Ставропольского края. Завод оснащён технологической линией фирмы HESS AAC Systems B.V. (Нидерланды). Его мощность составляет 450 тыс. кубометров газобетона в год.